# Duncan McNaughton
Duncan Anderson McNaughton (Cornwall, 7 december 1910 – Austin, 15 januari 1998) was een Canadese atleet, die met name aan hoogspringen deed. Hij nam eenmaal deel aan de Olympische Spelen en veroverde bij die gelegenheid in zijn specialiteit de gouden medaille. Na het hoogspringen maakte hij een carrière in de olie-geologie.

## Biografie

### Olympische kampioen na barrage
Duncan McNaughton groeide op in Vancouver. Hij deed in de atletieksport voor het eerst van zich spreken in 1930, toen hij bij de Gemenebestspelen in Hamilton, toen nog British Empire Games geheten, bij het hoogspringen op de vierde plaats eindigde, nadat zijn sprongen aanvankelijk waren afgekeurd, omdat hij gebruik zou hebben gemaakt van een onjuiste sprongtechniek.
Twee jaar later vertegenwoordigde McNaughton Canada op de Olympische Spelen van 1932 in Los Angeles. Met een beste poging van 1,97 m versloeg hij de Amerikaan Robert van Osdel (zilver; 1,97) en de Filipino Simeon Toribio (brons; 1,97). Het opmerkelijke van deze uitslag was, dat de eerste vier hoogspringers in Los Angeles allen over 1,97 sprongen. Hierdoor was een beslissingswedstrijd noodzakelijk, die door McNaugthon werd gewonnen. Was de vele jaren later ingevoerde regel van toepassing geweest dat het aantal pogingen, nodig om de winnende hoogte te halen, in zo'n geval bepalend is voor de einduitslag, dan was niet McNaughton, maar Van Osdel olympisch kampioen geworden, want die overbrugde als enige de 1,97 bij zijn eerste poging. Bovendien was de nu als vierde gekwalificeerde Amerikaan Cornelius Johnson dan tweede geworden.

### Op zoek naar olie
McNaughton studeerde aan de University of Southern California, waar hij onder de deskundige leiding van atletiekcoach Dean Cromwell aan zijn hoogspringtechniek schaafde. In eerste instantie had hij gekozen voor de medicijnenstudie, maar in het tweede studiejaar stapte hij over op geologie. Later vervolgde hij zijn studie aan het Caltech, waar hij in 1935 een masterdiploma behaalde.
Hij werkte daarna voor het Canadian Geological Survey, zocht naar olie in Zuid-Amerika en diende tijdens de Tweede Wereldoorlog bij de Royal Canadian Air Force. Op de University of Southern California ontving hij een bul in geologie en werd daar assistent professor. McNaughton hielp bij het zoeken naar olie in de Amadeus Basin van Centraal Australië alsmede in de Palm Valley in het Noordelijk Territorium.
Hij stierf in 1998 op 87-jarige leeftijd in zijn huis in Austin.

## Titels
- Olympisch kampioen hoogspringen - 1932
- NCAA-kampioen hoogspringen - 1933

## Persoonlijk record
| Onderdeel    | Prestatie | Datum        | Plaats      |
| ------------ | --------- | ------------ | ----------- |
| hoogspringen | 1,97      | 31 juli 1932 | Los Angeles |

## Palmares

### hoogspringen
- 1930: 4e British Empire Games
- 1932:  OS - 1,97 m

1896: Ellery Clark ·
1900: Irving Baxter ·
1904: Samuel Jones ·
1908: Harry Porter ·
1912: Alma Richards ·
1920: Richmond Landon ·
1924: Harold Osborn ·
1928: Robert Wade King ·
1932: Duncan McNaughton ·
1936: Cornelius Johnson ·
1948: John Winter ·
1952: Walter Davis ·
1956: Charles Dumas ·
1960: Robert Sjavlakadze ·
1964: Valeri Broemel ·
1968: Dick Fosbury ·
1972: Jüri Tarmak ·
1976: Jacek Wszoła ·
1980: Gerd Wessig ·
1984: Dietmar Mögenburg ·
1988: Hennadi Avdjejenko ·
1992: Javier Sotomayor ·
1996: Charles Austin ·
2000: Sergej Kljoegin ·
2004: Stefan Holm ·
2008: Andrej Silnov ·
2012: Erik Kynard ·
2016: Derek Drouin ·
2020: Gianmarco Tamberi & Mutaz Essa Barshim ·
2024: Hamish Kerr